# Tobaj
Tobaj è un comune austriaco di 1 422 abitanti nel distretto di Güssing, in Burgenland. 
Il 1º gennaio 1971 ha inglobato i comuni soppressi di  Deutsch Tschantschendorf, Punitz, Kroatisch Tschantschendorf, Hasendorf e Tudersdorf.